# Alkibiades
Alkibiades, Alcybiades (gr. Ἀλκιβιάδης, ur. 450 p.n.e., zm. 404 p.n.e.) – ateński strateg. Był kluczową postacią ostatnich 15 lat II wojny peloponeskiej. Charakteryzowany jest jako wybitny polityk i wódz, któremu brak rozwagi, wygórowane ambicje i skłonność do wystawnego trybu życia przysporzyły wielu wrogów. Dla Greków był postacią kontrowersyjną.

## Strateg ateński
Po śmierci ojca Kliniasa w 447 roku p.n.e. wychowywał się w domu swojego wuja – Peryklesa. Jako młodzieniec należał do uczniów Sokratesa. W Atenach był znany z rozwiązłego trybu życia.
Działalność polityczną Alkibiades rozpoczął ok. 420 roku p.n.e. w okresie nasilającego się konfliktu zbrojnego Aten ze Spartą. Opowiadał się za zbrojnym ustanowieniem hegemonii Aten na Peloponezie, ubiegając się (nieskutecznie) o urząd stratega na rok 418/417 p.n.e. Swymi poglądami i charyzmą zdołał zdobyć poparcie niższych warstw społecznych, swoich rówieśników i przeciwników dotychczasowej ostrożnej polityki wobec wroga, uprawianej przez Nikiasza i popieranej przez warstwy zamożne. Zgromadzenie ludowe, w obliczu podziału obywateli ateńskich, w roku 417 przeprowadziło ostracyzm, którego celem było wykluczenie jednego z rywali. Sąd skorupkowy nie spełnił swego zadania, ponieważ na jego czas Alkibiades i Nikiasz połączyli siły przeciwko Hyperbolosowi, przeciwnikowi ich obu. Pod wpływem Alkibiadesa Ateny zawarły układ z koalicją na czele z Argos, jednak zniechęciły sojuszników do dalszych układów militarnych, ponieważ zajęły fort w Epidauros, do czego wcześniej skłaniały Argos. Niekonsekwentna polityka Aten i utrata wsparcia Argos odwlekły w czasie pomyślne zakończenie potencjalnej wojny ze Spartą.
W 417 roku p.n.e. Akibiades został wybrany na stratega wraz z Nikiaszem. W 416 roku p.n.e. podjął kroki, by rozszerzyć wpływy Związku Ateńskiego. W tym celu odwiedził Argos, podczas gdy Nikiasz skierował się w stronę Macedonii. W tymże roku Ateńczycy rozpoczęli wojnę z Koryntem i wystosowali do spartańskiej kolonii na Melos żądanie przystąpienia do Związku Ateńskiego. Władze Melos odmówiły przystąpienia do sojuszu, ściągając flotę wroga do swoich brzegów. Po długim oblężeniu państwo na wyspie skapitulowało w 415 roku p.n.e. W sprawie poniesienia konsekwencji za odmowę przemawiał na Zgromadzeniu Alkibiades. Zdołał przekonać współobywateli o wybiciu wszystkich mężczyzn na Melos i sprzedaniu kobiet i dzieci do niewoli. Obszar wyspy zaś został zasiedlony przez kolonistów ateńskich.

## Wyprawa sycylijska
Zimą 416/415 roku p.n.e. do Aten przybyli posłowie z Segesty na Sycylii, prosząc o wsparcie militarne przeciwko Syrakuzom. Wiosną 415 roku p.n.e. Zgromadzenie przegłosowało wysłanie na Sycylię strategów Alkibiadesa, Nikiasza i Lamachosa. Tuż przed wyprawą w Atenach nieznani sprawcy dokonali świętokradztwa, utrącając hermom ich fallusy. Przeciwnicy rzucili oskarżenie na Alkibiadesa. Zażądał on procesu, jednak jego wrogowie polityczni wystąpili o odroczenie rozprawy – obawiali się bowiem, że udzielą mu poparcia zarówno flota, jak i wojsko.
Ekspedycja wojenna nie powiodła się, miasta greckie na Sycylii nie wpuściły floty ateńskiej. Stratedzy przegłosowali plan Alkibiadesa zakładający zajęcie jednego z miast w charakterze bazy wypadowej. Pierwotnie planowano opanowanie Mesyny, ostatecznie jednak zajęto Katanię. Wkrótce potem na Sycylię po Alkibiadesa przypłynął państwowy statek „Salamina”, by sprowadzić go do Aten na rozprawę sądową (podczas jego nieobecności znaleziono świadków, którzy wymienili imiona sprawców świętokradztwa, jednak na liście winowajców nie było imienia Alkibiadesa). Strateg wyruszył do Aten, jednak przewidując, że wyrok nie będzie dlań pomyślny, podczas postoju w Turioj zbiegł.

## Po stronie Sparty
Po ucieczce ze statku „Salaminia” Alkibiades udał się na Peloponez i zamieszkał w Argos. Stąd wystosował prośbę do króla Sparty Agisa II o zapewnienie mu ochrony politycznej, w zamian obiecał usługi w zakresie strategii wojskowej. Przekonał Agisa II do poparcia zbrojnego oblężonych przez Ateńczyków Syrakuz. Za jego radą na Sycylię została wysłana flota spartańska na czele z Gylipposem. W wyniku działań wojennych przy brzegach Sycylii Ateńczycy ponieśli klęskę. Alkibiades zdołał przekonać Spartę, by zmieniła taktykę w wojnie z Atenami. Latem 413 roku p.n.e., zamiast – jak co roku – zaatakować Attykę z Peloponezu, Spartanie skierowali się na twierdzę w Dekelei, którą zajęli zimą 413/412 roku p.n.e. Pod nieobecność w Sparcie zaangażowanego w wojnę Agisa II Alkibiades uwiódł królową. Prawdopodobnie z tego związku urodził się Leotychidas.
Gdy do wojny po stronie Sparty dołączyła Persja, której obiecano przekazanie kolonii ateńskich w Azji Mniejszej, Alkibiades podburzył miasta jońskie – Chios, Erythraj, Klazomenaj, Milet – do powstania przeciwko swojej metropolii. W świetle odnoszonych przez Spartę sukcesów na morzu, wspieranej przez Wielkiego Króla Dariusza II i Tissafernesa, pozycja Alkibiadesa, któremu nie zapomniano uwiedzenia żony Agisa II, uległa osłabieniu. Strateg więc porozumiał się z Persami, przekonując ich do zwłoki z dalszą pomocą i argumentując to możliwością zyskania większych korzyści po osłabieniu obu stron. Jednocześnie powiadomił trierarchów ateńskich, że gotów jest wynegocjować dla nich wsparcie perskie pod warunkiem ustanowienia w Atenach oligarchii, oczyszczenia go z zarzutów o świętokradztwo i umożliwienia mu powrotu na scenę polityczną. Propozycja Alkibiadesa została poparta przez załogi okrętowe na czele z Pejsandrosem, który udał się do Aten i poczynił kroki do spełnienia warunków Alkibiadesa. Gdy posłowie ateńscy na czele z Pejsandrosem przybyli na dwór Tissafernesa na Samos, strateg w imieniu satrapy zażądał wysokiej ceny za swoje usługi. Podejrzewał bowiem, że Tissafernes odmówi udzielenia wsparcia Atenom. Rokowań nie kontynuowano, jednak nie odstąpiono od działań na rzecz wprowadzenia ustroju oligarchicznego.

## Powrót do Aten
W obliczu niebezpieczeństwa uzyskał przebaczenie Ateńczyków i dowodził ich wojskami w latach 411-407 p.n.e. Ponownie popadł w niełaskę w roku 406, po klęsce Aten w bitwie morskiej pod Notion w pobliżu Efezu, którą lud ateński przypisał Alkibiadesowi. Kolejny raz uciekł, tym razem do swych posiadłości na europejskim brzegu Hellespontu. Po klęsce Aten w 404 roku zbiegł do Persji przed zwycięską Spartą. W tym samym roku został zamordowany.

## Postać Alkibiadesa w pismach starożytnych
Biografia Alkibiadesa znajduje się w Żywotach równoległych Plutarcha. Opisują go również w swych relacjach współcześni mu Ksenofont i Tukidydes. Jest też jednym z bohaterów dialogu Platona Uczta, jako osoba blisko związana z Sokratesem.